# Hochschulbücher für Physik
Hochschulbücher für Physik war eine Buchreihe, die vom Deutschen Verlag der Wissenschaften Berlin ab 1952 von Franz Xaver Eder und Robert Rompe herausgegeben wurde (ISSN 0073-2850). Weitere Herausgeber waren u. a. Otto Lucke (Band 34, 35) und Ernst Schmutzer (für F. X. Eder, z. B. Band 25 und weitere).

## Auflagen
Die Bücher wurden größtenteils aus dem Russischen ins Deutsche übersetzt. Insgesamt sind 78 Bände und 46 Titel mit verschiedenen Auflagen erschienen. Der Hauptverleger der Bücher war der Deutsche Verlag der Wissenschaften (DVW). Einige wenige Bücher wurden aber auch im Verlag Harri Deutsch oder Johann Ambrosius Barth als Lizenzausgaben in der BRD und teilweise nach der Wende veröffentlicht. Vereinzelt wurden Werke auch beim Physik Verlag, Weinheim (z. B. Band 46) oder bei VCH (z. B. Band 44) veröffentlicht. Viele der DVW-Bücher wurden vom VEB Druckhaus „Maxim Gorki“ (Druckerei zu Altenburg) gesetzt und gedruckt.

## Titel der Hochschulbücher für Physik
| Band Nr. | Autor                                                                           | Titel                                                                                                  | Jahr* | Bemerkung |
| -------- | ------------------------------------------------------------------------------- | --- | ----- | --- |
| 1        | Franz Xaver Eder                                                                | Moderne Messmethoden der Physik. Teil I. Mechanik, Akustik.                                            | 1952  | |
| 2        | Franz Xaver Eder                                                                | Moderne Messmethoden der Physik. Teil II: Thermodynamik.                                               | 1956  | |
| 3        | Franz Xaver Eder                                                                | Moderne Messmethoden der Physik. Teil III: Elektrophysik.                                              | 1972  | |
| 4        | D. I. Blochinzew                                                                | Grundlagen der Quantenmechanik                                                                         | 1953  | Titel wurde auch ins Französische und Englische übersetzt und ist bei Springer (Ausgabe 1964) verfügbar. |
| 5        |                                                                                 | |       | Titel unbekannt |
| 6        | M. A. Leontowitsch                                                              | Einführung in die Thermodynamik                                                                        | 1953  | |
| 7        | Herbert Pupke                                                                   | Einführung in die Matrizenrechnung und ihre physikalischen Anwendungen                                 | 1953  | |
| 8        | E. W. Schpolski                                                                 | Atomphysik, Teil I                                                                                     | 1954  | |
| 9        | E. W. Schpolski                                                                 | Atomphysik, Teil II                                                                                    | 1956  | |
| 10       | Yves Rocard                                                                     | Elektrizität                                                                                           | 1958  | Aus dem Französischen übersetzt (Électricité) |
| 11       | R. L. Murray                                                                    | Einführung in die Kerntechnik                                                                          | 1959  | Aus dem Englischen Original übersetzt (Nuclear reactor physics); Das Buch wurde als Nuclear Energy (8. Auf., 2019) fortgeführt. |
| 12       | Nikolaj A. Vlasov                                                               | Neutronen                                                                                              | 1959  | |
| 13       | Ivan V. Meščerskij                                                              | Aufgabensammlung zur Mechanik                                                                          | 1955  | |
| 14       | Johannes Picht                                                                  | Grundlagen der geometrisch-optischen Abbildung                                                         | 1955  | |
| 15       | N. A. Kapcov                                                                    | Elektrische Vorgänge in Gasen und im Vakuum                                                            | 1955  | |
| 16       | B. B. Kudrjawzew                                                                | Anwendung von Ultraschallverfahren bei physikalisch-chemischen Untersuchungen                          | 1955  | |
| 17       | Jakow Iljitsch Frenkel                                                          | Kinetische Theorie der Flüssigkeiten                                                                   | 1957  | |
| 18       | Karl Stumpff                                                                    | Geographische Ortsbestimmungen                                                                         | 1955  | |
| 19       | Heinz Neuber                                                                    | Lösungen zur Aufgabensammlung Mestscherski                                                             | 1963  | Vgl. Band 13 |
| 20       | Károly Simonyi                                                                  | Theoretische Elektrotechnik                                                                            | 1966  | Englische Ausgabe (ähnliche Inhalte): „Foundations of Electrical Engineering: Fields—Networks—Waves“ (Reprint Elsevier: ISBN 978-1-4832-2228-8), Original: Pergamon/MacMillan, 1963.                                                                                |
| 21       | Evgenij L. Nikolai                                                              | Theoretische Mechanik 1                                                                                | 1955  | |
| 22       | Evgenij L. Nikolai                                                              | Theoretische Mechanik 2                                                                                | 1956  | |
| 23       | G. Retter                                                                       | Magnetische Felder und Kreise                                                                          | 1961  | |
| 24       | Achilles Papapetrou                                                             | Spezielle Relativitätstheorie                                                                          | 1955  | Im Englischen übersetzt als Lectures on General Relativity |
| 25       | Budó Ágoston                                                                    | Theoretische Mechanik                                                                                  | 1956  | |
| 26       | Karl F. Novobatzky Theobald Neugebauer                                          | Theoretische Elektrizitätslehre und Wellenoptik                                                        | 1957  | |
| 27       | Viktor Amazaspovič Ambarcumjan                                                  | Theoretische Astrophysik                                                                               | 1957  | |
| 28       | Robert Havemann                                                                 | Einführung in die chemische Thermodynamik                                                              | 1957  | |
| 29       | A. G. Beljankin E. S. Tschetwerikowa I. A. Jakowlew W. I. Iweronowa (Redaktion) | Physikalisches Praktikum                                                                               | 1957  | Band wurde als 19 ausgegeben, gemeint ist aber 29. |
| 30       | Károly Simonyi                                                                  | Grundgesetze des Elektromagnetischen Feldes                                                            | 1963  | |
| 31       | Lieselott Herforth Hartwig Koch                                                 | Radiophysikalisches und radiochemisches Grundpraktikum                                                 | 1959  | Später auch erschienen unter dem Titel Radioaktivität und 1981 im Springer Verlag „Praktikum der Radioaktivitaet und der Radiochemie“ |
| 32       | Karl Stumpff                                                                    | Himmelsmechanik, 1, Das Zweikörperproblem und die Methoden der Bahnbestimmung der Planeten und Kometen | 1959  | |
| 33       | H. J. J. Braddick                                                               | Die Physik des experimentellen Arbeitens                                                               | 1959  | Aus dem Englischen „The Physics of Experimental Method“ |
| 34       | I. P. Basarow                                                                   | Thermodynamik                                                                                          | 1964  | |
| 35       | Aleksandr S. Dawydow                                                            | Theorie des Atomkerns                                                                                  | 1963  | |
| 36       | Witlof Brunner Wolfgang Radloff Klaus Junge                                     | Quantenelektronik: eine Einführung in die Physik des Lasers                                            | 1975  | Das Buch erschien 1984 auch im A. Hüthig Verlag als „Lasertechnik. Eine Einführung“. |
| 37       | Vladimir V. Batygin I. N. Toptygin                                              | Aufgabensammlung zur Elektrodynamik                                                                    | 1965  | Das Buch erschien auch im Englischen als „Problems in Electrodynamics“ |
| 38       | Iosif I. Goldman Vladimir D. Krivčenkov                                         | Aufgabensammlung zur Quantenmechanik                                                                   | 1963  | |
| 39       | Aleksandr S. Dawydow                                                            | Quantenmechanik                                                                                        | 1967  | Wissenschaftliche Bearbeitung durch Gerhard Heber, ins Englische übersetzt von D. ter Haar. |
| 40       | Karl Stumpff                                                                    | Himmelsmechanik, 2, Das Dreikörperproblem                                                              | 1965  | |
| 41       | Karl Stumpff                                                                    | Himmelsmechanik, 3, Allgemeine Störungen                                                               | 1974  | |
| 42       | Christian Weißmantel Claus Hamann                                               | Grundlagen der Festkörperphysik                                                                        | 1979  | Buch im Springer Verlag als Nachdruck verfügbar. |
| 43       | Hans Stephani                                                                   | Allgemeine Relativitätstheorie: eine Einführung in die Theorie des Gravitationsfeldes                  | 1977  | Im Englischen weitergeführt und erscheinen unter dem Titel Relativity |
| 44       | Heinz Haferkorn                                                                 | Optik: physikalisch – technische Grundlagen und Anwendungen                                            | 1984  | Buch wurde im Wiley-VCH Verlag weitergeführt, siehe ISBN 3-527-40372-8 |
| 45       | V. L. Bonc-Bruevic S. G. Kalasnikov                                             | Halbleiterphysik                                                                                       | 1982  | Buch im Springer Verlag als Nachdruck verfügbar. |
| 46       | Nikolaj N. Bogoljubov Dmitrij V. Širkov                                         | Quantenfelder                                                                                          | 1984  | Aus dem Englischen übersetzt (Introduction to the Theory of Quantized Fields); Original russisch Eine Buchbesprechung für die 1. Englische Auflage (1959) von Freeman J. Dyson ist verfügbar. Eine Buchbesprechung für die Deutsche Auflage von 1984 ist verfügbar. |

*Datum der Ersterscheinung/-ausgabe